# Hour Glass (album)
 (avril 2025).
Si vous disposez d'ouvrages ou d'articles de référence ou si vous connaissez des sites web de qualité traitant du thème abordé ici, merci de compléter l'article en donnant les références utiles à sa vérifiabilité et en les liant à la section « Notes et références ».
Hour Glass est le premier album studio du groupe du même nom (en), sorti en octobre 1967 sur Liberty Records. Le groupe comprend Gregg Allman et son frère Duane Allman, qui forment plus tard The Allman Brothers Band.

## Liste des chansons
| No  | Titre                                | Auteur                           | Durée |
| --- | ------------------------------------ | -------------------------------- | ----- |
| 1.  | Out of the Night                     | Alex Moore, Bob Welch            | 1:57  |
| 2.  | Nothing But Tears                    | Jimmy Radcliffe, B. J. Scott     | 2:28  |
| 3.  | Love Makes the World Go 'Round       | Deon Jackson                     | 2:42  |
| 4.  | Cast off All My Fears                | Jackson Browne                   | 3:31  |
| 5.  | I've Been Trying                     | Curtis Mayfield                  | 2:40  |
| 6.  | No Easy Way Down                     | Gerry Goffin, Carole King        | 3:20  |
| 7.  | Heartbeat                            | Ed Cobb                          | 4:52  |
| 8.  | So Much Love                         | Gerry Goffin, Carole King        | 2:57  |
| 9.  | Got to Get Away                      | Gregg Allman                     | 2:14  |
| 10. | Silently                             | Dan Bourgoise, Del Shannon       | 2:48  |
| 11. | Bells                                | Edgar Allan Poe, arr. Peter Alin | 2:24  |
| 12. | In a Time                            | Paul Hornsby                     | 2:17  |
| 13. | I've Been Trying (alternate version) | Curtis Mayfield                  | 2:35  |
| 14. | Kind of a Man                        | Jimmy Settle, Frank Bugbee       | 3:07  |
| 15. | D-I-V-O-R-C-E                        | Bobby Braddock, Curly Putman     | 3:12  |
| 16. | She Is My Woman                      | Composer Unknown                 | 2:38  |
| 17. | Bad Dream                            | Gregg Allman                     | 3:37  |
| 18. | Three Time Loser                     | Don Covay, Ronald Miller         | 2:40  |

- Les pistes 1 à 11 figurent sur l'album original[1].
- Les pistes 12 et 13 sont des extraits de l'album.
- Les pistes 14 à 18 sont des pistes de sessions abandonnées de 1968 et 1969 de Gregg Allman mais présentes lors de la réédition de 1992 uniquement.